# Octavian Grigore
Octavian „Tavi“ Grigore (* 15. Juli 1964 in Urlați) ist ein ehemaliger rumänischer Fußballspieler und derzeitiger -trainer. Der Innenverteidiger bestritt 441 Spiele in der rumänischen Divizia A.

## Karriere als Spieler
Grigore spielte während seiner gesamten Karriere als aktiver Fußballspieler für Petrolul Ploiești. Aus der Jugend des Vereins hervorgegangen kam er im Jahr 1981 in die erste Mannschaft des Vereins, die seinerzeit in der Divizia B spielte. Nach dem Aufstieg am Ende der Saison kam er am 7. August 1982 beim Heimsieg gegen Corvinul Hunedoara zu seinem ersten Einsatz in der höchsten rumänischen Fußballliga, der Divizia A. Er blieb Petrolul 19 Jahre lang als Spieler erhalten und blieb dem Verein auch nach zwei Abstiegen in den Jahren 1984 und 1988 treu. Die größten Erfolge seiner Karriere sind die Qualifikation für den UEFA-Pokal 1990/91 und der Pokalsieg 1995, als er auch jeweils Kapitän der Mannschaft war. Obwohl er einige Spiele für die Junioren- und Jugendnationalteams verschiedener Altersklassen absolvierte, wurde er kein einziges Mal für die rumänische Fußballnationalmannschaft berücksichtigt.

## Karriere als Trainer
Schon gegen Ende seiner aktiven Laufbahn war Grigore als Co-Trainer seines Vereins Petrolul Ploiești tätig. Nachdem er im Jahr 2000 die Fußballstiefel an den Nagel gehängt hatte, übernahm er Petrolistul Boldești in der Divizia C. Dort verpasste er zweimal knapp den Aufstieg in die Divizia B. Im Jahr 2002 erhielt er die Gelegenheit, seinen alten Verein Petrolul als Cheftrainer zu übernehmen, nachdem dieser in die Divizia B abgestiegen war. Mit Grigore gelang der Wiederaufstieg in die Divizia A, doch fusionierte Petrolul anschließend mit Astra Ploiești, so dass sich keine Möglichkeit der Weiterbetreuung bot. Im Laufe der Hinrunde 2003/04 wechselte Grigore in die Divizia B zu Unirea Urziceni, wo er im Februar 2004 nach einem Freundschaftsspiel entlassen wurde. Nach weiteren Stationen bei Internațional Pitești und Dunărea Galați wurde Grigore am 30. Juni 2006 als Trainer des Zweitligisten FCM Târgoviște verpflichtet, musste sein Amt aber Ende Oktober 2006 nach dem 12. Spieltag der Liga II 2006/07 aufgeben. Daraufhin einigte er sich mit Farul Constanța auf einen Trainerjob als Nachfolger von Marin Ion, der das Amt als Sportdirektor temporär zusätzlich innehatte. Als Grigore jedoch am 31. Oktober 2006 zur Vertragsunterzeichnung nach Constanța kam, wurde ihm mitgeteilt, dass unterdessen Basarab Panduru als neuer Trainer auserkoren worden war. Im späteren Verlauf der Saison 2006/07 trainierte Grigore noch Chimia Brazi und kehrte Ende April 2007 als Nachfolger von Marin Barbu zu Petrolul zurück, konnte mit dem in der Liga II spielenden Verein aber nicht den Aufstieg sichern.
Im Juli 2008 unterschrieb er einen Vertrag bei dem Zweitligisten CFR Timișoara, bei dem der Geschäftsmann Iulian Capeti als neuer Mäzen eingestiegen war, nachdem sich dessen Pläne, einen Zweitligaverein in Făgăraș aufzubauen, nicht umsetzen ließen. Als Grigore mit seinen Spielern aus dem Trainingslager aus Österreich zurückkehrte, wurde sein Vertrag Anfang August 2008 wieder aufgelöst, da Capeti den Verein inzwischen verlassen hatte und der neue Mäzen Georgică Cornu den bisherigen Co-Trainer Florin Bugar als neuen Chefcoach bevorzugte.
Nach einem Jahr bei dem zwischenzeitlich aufgelösten Zweitligisten FC Știința Bacău trainierte er bis zum 8. September 2010 Chimia Brazi in der Liga III. Da es keinen schriftlichen Vertrag mit dem Klub gab, konnte Grigore Chimia Brazi am 8. September 2010 ohne rechtliche Probleme verlassen, um mit Unirea Urziceni erstmals einen Verein in der Liga 1 zu betreuen. Nach dem Abschluss der Hinrunde lag Unirea auf dem vorletzten Platz und Vereinsmäzen Dumitru Bucșaru strebte aus finanziellen Gründen eine Fusion mit dem von Costel Orac trainierten CS Concordia Chiajna an. Als diese Fusion vom rumänischen Fußballverband im Februar 2011 schließlich untersagt wurde, war Octavian Grigore bereits nicht mehr im Verein. Am 29. August 2011 kehrte er als Cheftrainer zum Drittligisten Chimia Brazi zurück und löste dort Răzvan Vlad ab, der sein neuer Assistent wurde. Im Sommer 2012 wechselte er zum Lokalrivalen Fortuna Brazi, wo er bis Ende 2012 blieb. Von April bis Juni 2013 betreute er Dunărea Galați in der Liga II.

## Erfolge

### Als Spieler
- Rumänischer Pokalsieger: 1995
- Aufstieg in die Divizia A: 1982, 1985, 1989

### Als Trainer
- Aufstieg in die Divizia A: 2003